# بار فضایی
بار فضایی مفهومی است که در آن بار الکتریکی اضافی به عنوان کوانتم بار توزیع شده در یک منطقه از فضا (یا حجم یا مساحت) تلقی می‌شود نه بارهای نقطه‌ای متمایز. این مدل معمولاً زمانی کاربرد دارد که حامل‌های بار از قسمتی از یک جامد گسیلیده‌اند - ابر حامل‌های گسیلیده اگر به اندازه کافی پراکنده شده باشند، یک ناحیه بار فضایی تشکیل می‌دهند یا اتم‌ها یا مولکول‌های باردار باقی مانده در جامد می‌توانند ناحیه بار فضایی را تشکیل دهند.

## علت‌ها

### توضیح فیزیکی
هنگامی که یک جسم فلزی در خلاء قرار می‌گیرد و برای گداختگی داغ می‌شود، انرژی کافی است تا باعث شود الکترون‌ها دور از تم‌های سطح را برافروخته کند و شیء فلزی را در ابری از الکترون‌های آزاد احاطه کنند. به این می‌گویند گسیل گرمایونی. ابر حاصله به‌طور منفی باردارشده است، و می‌تواند به هر جسم مثبتِ نزدیکی جذب شود، بنابراین جریان الکتریکی را ایجاد می‌کند که از خلأ عبور می‌کند.
بار فضایی می‌تواند ناشی از گسترهٔ وسیعی از پدیده‌ها باشد، اما مهمترین آنها عبارتند از:
1. ترکیبی از چگالی جریان و مقاومت به‌طور مکان‌مند ناهمگن
2. یونش گونه‌های درون دی‌الکتریک برای ایجاد ناهم‌باری
3. تزریق بار از الکترودها و از افزایش تنش
4. قطبش در سازه‌هایی مانند درختان آب. «درخت آب» نامی است که به یک شکل درخت-مانند در کابل عایق‌سازی پلیمری آغشته-به-آب نشان داده شده‌است.[۱][۲]

### توضیح ریاضی
اگر «خلأ» دارای فشار 6-10 میلی‌متر جیوه یا کمتر باشد، ناقل اصلی رسانش الکترون است. چگالی جریان گسیل (J) از کاتد، به عنوان تابعی از دمای T ترمودینامیکی آن، در غیاب بار-فضایی، توسط قانون ریچاردسون داده می‌شود:
{\displaystyle J=(1-{\tilde {r}})A_{0}T^{2}\exp \left({\frac {-\phi }{kT}}\right)}
که
(A.m-2.K-2){\displaystyle A_{0}={\frac {4\pi em_{e}k^{2}}{h^{3}}}\approx 1.2\times 10^{6}}
e = بار مثبت ابتدایی (یعنی مقدار بار الکترون)،
me = جرم الکترون،
k = ثابت بولتزمن = {\displaystyle 1.38\times 10^{-30}J/K}،
h = ثابت پلانک = {\displaystyle 6.62\times 10^{-34}Js}،
φ = تابع کار کاتد،
ř = میانگین ضریب بازتاب الکترون.
ضریب بازتاب می‌تواند تا ۰٫۱۰۵ کم باشد اما معمولاً نزدیک ۰٫۵ است. برای تنگستن، {\displaystyle (1-{\check {r}})A_{0}=0.6} تا {\displaystyle 1.0\times 10^{6}A.m^{-2}.k^{-2}}، و {\displaystyle \varphi =4.52eV}. در ۲۵۰۰ درجه سانتی گراد، گسیل ۲۸۲۰۷A/m2 است.